# The All-Seeing Eye
The All-Seeing Eye était un logiciel permettant de visionner les serveurs de jeux pour certains jeux multijoueurs. 
Il propose des possibilités de filtrage global (continent, région, pays, ping, présence de mot de passe, nombre de joueurs) auquel il faut ajouter les filtrages spécifiques à certains jeux (FFA, CTF, Mod spécifique). Le processus d'installation détecte automatiquement les jeux installés sur le disque dur du joueur.
Au printemps 2008, The All-Seeing Eye s'est éteint définitivement; il n'est plus possible depuis d'installer le logiciel (les serveurs de téléchargement ne fonctionnent plus). 
Il permettait aussi d'utiliser les consoles des serveurs à distance sans devoir à être connecté dessus.
All seeing eye était utilisé par de nombreux joueurs, entre autres afin de se retrouver sur des serveurs de jeu. En effet ce programme avait la particularité d'enregistrer un profil joueur et également implémentait un répertoire de profil. De ce répertoire, il était possible de savoir qui était sur quel serveur, quand et dans quel équipe le profil se trouvait.
Possible aussi D'enregistrer les serveurs de jeu favoris et de pouvoir accéder aux informations complémentaires comme, le nombre de joueurs sur le serveur actuel, etc.
Également remplacé par Steam, celui-ci n'offrait pas toutes les possibilités que All Seeing Eye possédait.